# CH Leganés
CH Leganés byl hokejový klub z Leganésu, který hrával Španělskou hokejovou ligu. Klub byl založen roku 1981. Zanikl roku 1986.

## Historie
| Sezona    | Šampionát | Pohár    | Evropský pohár |
| --------- | --------- | -------- | -------------- |
| 1985-1986 | ?. místo  | ?. místo | ?. místo       |